# Badharwa
Badharwa – gaun wikas samiti w środkowej części Nepalu  w strefie Narajani w dystrykcie Rautahat. Według nepalskiego spisu powszechnego z 2001 roku liczył on 828 gospodarstw domowych i 4329 mieszkańców (2025 kobiet i 2304 mężczyzn).